# Isla Salsipuedes
Isla Salsipuedes är en ö i Mexiko.   Den ligger i delstaten Baja California, i den nordvästra delen av landet, 1 700 km nordväst om huvudstaden Mexico City. Arean är 1,2 kvadratkilometer.
Terrängen på Isla Salsipuedes är platt. Öns högsta punkt är 67 meter över havet. Den sträcker sig 2,0 kilometer i nord-sydlig riktning, och 1,9 kilometer i öst-västlig riktning.